# 弗羅拉維爾 (伊利諾伊州)
弗羅拉維爾（英語：Floraville）是位於美國伊利諾伊州聖克萊爾縣的一個人口普查指定地區。

## 地理
弗羅拉維爾的座標為38°22′35″N 90°03′22″W / 38.37639°N 90.05611°W，而該地最高點為海拔高度160米（即525英尺）。

## 人口
根據2010年美國人口普查的數據，弗羅拉維爾的面積為0.14平方千米，當中陸地面積為0.14平方千米，而水域面積為0.00平方千米。當地共有人口53人，而人口密度為每平方千米378.57人。